# Duisburg
Duisburg [dyːsbʊʁk] là một thành phố trong bang Nordrhein-Westfalen của nước Đức. Thành phố có diện tích 232,82 km², dân số thời điểm cuối năm 2022 là 507.073 người. Đây là thành phố lớn thứ 12 của Đức. Với cảng nội địa lớn nhất thế giới và có vị trí gần Sân bay quốc tế Düsseldorf, Duisburg đã là địa điểm quan trọng thương mại và sản xuất thép.

## Sơ lược
Duisburg là một thành phố ở vùng Rhineland, thành phố lớn thứ năm của bang North Rhine-Westphalia. Nằm ở nơi hợp lưu của sông Rhine và phụ lưu của nó là sông Ruhr, nó nằm ở phía tây của vùng đô thị Ruhr. Thành phố nằm trên cả hai bờ sông Rhine, với trung tâm thành phố và hầu hết các quận ở hữu ngạn sông, và là thành phố duy nhất của vùng Rhine-Ruhr nằm trên cả hai sông Rhine và Ruhr.
Duisburg có cảng nội địa lớn nhất thế giới, ở Duisburg-Ruhrort, phía bắc trung tâm thành phố. Phía nam thành phố là sân bay Düsseldorf, cũng là sân bay lớn thứ 3 ở Đức. Với 41.130 sinh viên, Đại học Duisburg-Essen là trường đại học lớn thứ chín của Đức. Thành phố nổi tiếng với ngành sản xuất gang thép. Tất cả các lò cao ở Ruhr hiện được đặt tại Duisburg. Năm 2000, 49% tổng kim loại nóng và 34,4% tổng lượng gang ở Đức được sản xuất tại đây. Tại đây cũng có một nhà máy bia lớn, König-Brauerei.

## Địa lý

### Vị trí địa lý
Duisburg nằm ở ngã ba sông Ruhr và sông Rhine. Khu vực đô thị trải dài trên cả 2 bờ sông, với hầu hết và trung tâm thành phố nằm ở hữu ngạn sông Rhine, chỉ có quận Rheinhausen và phần lớn quận Homberg-Ruhrort-Baerl nằm ở tả ngạn sông Rhein. sông Rhein. Ở phía bắc thành phố, Alte Emscher và Kleine Emscher chảy vào sông Rhine.
Điểm cao nhất trong thành phố là Haus Hartenfels ở độ cao 82,52m so với mực nước biển, điểm thấp nhất là 14,85m so với mực nước biển. Độ cao trung bình của trung tâm thành phố là 33,5m so với mực nước biển.

### Phân bố diện tích
Tính đến ngày 31 tháng 12 năm 2009, tổng diện tích đất của thành phố là 23.281,35 ha. Trong đó, 8.544,06 ha (36,7%) là các tòa nhà và không gian mở và 347,46 ha (1,49%) là khu vực hoạt động. 3.394,24 ha (14,58%) diện tích khu đô thị phục vụ cho giao thông.
44,69% diện tích bao gồm rừng, vùng nước, vùng nông nghiệp, công viên và không gian xanh. Duisburg là một trong những thành phố có tỷ lệ không gian xanh trên mức trung bình.
Mật độ dân số không vượt quá 15.000 người/km². Ví dụ, mật độ dân số ở Neudorf là khoảng 10.000 người/km², và ở Hochfeld là khoảng 15.000 người/km². Do cách bố trí của các quận, mật độ dân số không vượt quá 6.000 người/km²

## Lịch sử

### Tên gọi thành phố
Âm tiết đầu tiên của tên thành phố được cho là bắt nguồn từ tiếng Đức "dheus", có nghĩa là "sưng húp" hoặc "tỏa sáng". Duisburggau (Diuspurgau) là tên của quận thời trung cổ vùng Niederrhein.

### Thời kỳ La Mã và hậu La Mã
Các cuộc khai quật chuyên sâu đã chứng minh một khu định cư lâu dài tồn tại từ thế kỷ thứ nhất sau Công nguyên. Người La Mã duy trì sự hiện diện thường xuyên ở đây để đảm bảo giao lộ Rhine và cửa sông Ruhr.

### Thời Trung Cổ và đầu thời cận đại
Do vị trí địa lý thuận lợi của Duisburg trên gò đất cao ở ngã ba sông Rhine và Ruhr, thành phố có một vị trí chiến lược quan trọng. Năm 740, một tòa án hoàng gia được xây dựng. Cuối thế kỷ thứ 9, Duisburg bị ảnh hưởng bởi các cuộc tấn công của người Viking ở Rhineland. Vào thế kỷ thứ 10, tòa án hoàng gia được mở rộng thành cung điện hoàng gia, khi ít nhất 18 vị vua trị vì.
Duisburg là một thành phố đế quốc cho đến năm 1290, khi Vua Rudolf của Habsburg dâng nó làm của hồi môn cho Bá tước Dietrich von Kleve với giá 2000 Mark. Trước năm 1392, Duisburg là một phần của Công quốc Kleve.
Đây từng là một thành phố thời trung cổ thịnh vượng trên sông Rhine, nơi nhận được sự hỗ trợ từ các vị vua Đức và Hoàng đế La Mã Thần thánh, là thành viên của Liên đoàn các thành phố Rhenish và là một thành phố buôn bán, có quan hệ thương mại với London, Antwerp, Brussels và các thương mại quan trọng khác các địa điểm, trước trận lụt thiên niên kỷ năm 1342, còn được gọi là trận lụt Magdalenen.
Công tước Cleves đã làm việc với Giáo hoàng để thành lập một trường đại học vùng từ năm 1555. Đầu tiên, vào năm 1559, một trường trung học chuyên được mở dưới thời Heinrich Castritius. Đại học cũ Duisburg cuối cùng đã được thành lập vào năm 1655 và tồn tại cho đến năm 1818.
Năm 1614 Duisburg thất thủ cùng với Công quốc Kleve trước Brandenburg-Phổ.

### Thời kỳ công nghiệp hóa
Sự hưng thịnh của các nhà máy dệt và thuốc lá vào cuối thế kỷ 17 cuối cùng đã dẫn đến đẩy mạnh công nghiệp hóa vào cuối thế kỷ 19, cùng với việc mở rộng cửa sông Rhine-Ruhr biến cảng Duisburg thành cảng nội địa lớn nhất thế giới. Adolph Diesterweg đã viết ngắn gọn về Duisburg vào năm 1829: “4.500 cư dân, cách Ruhr không xa và được nối với sông Rhein bằng một con kênh, tham gia vào hoạt động thương mại rất quan trọng, có một trường trung học chuyên".
Năm 1823, thành phố Duisburg được thành lập, bao gồm cả các thành phố lớn ngày nay là Mülheim an der Ruhr, Oberhausen và Essen. 
Nhà máy lớn đầu tiên được xây dựng vào năm 1824.  Năm 1846, Duisburg được kết nối đường sắt Cologne-Minden. Các tập đoàn lớn của ngành gang thép đều có nhà máy tại đây, ví dụ như Thyssenkrupp.
Than và cốc đến các nhà máy công nghiệp ở Duisburg mà không cần các tuyến đường vận chuyển dài, do vị trí thuận lợi ở ngay gần các nhà máy luyện than, đặc biệt là ở khu vực trung tâm và phía đông sông Ruhr, cũng như từ mạng lưới đường sắt.
Các nhà máy được xây dựng gần các khu định cư cũ đã thu hút công nhân khắp nước Đức, kể cả Hà Lan, Áo và Ba Lan. Các khu định cư mới phát sinh liên tục khiến số lượng cư dân tăng lên nhanh chóng. Năm 1904, Duisburg trở thành một thành phố lớn.

### Cộng hòa Weimar
Sau khi Chiến tranh thế giới thứ nhất kết thúc vào năm 1918, Cách mạng Đức 1918 cũng mang đến sự hỗn loạn cho Duisburg. Đã xảy ra các cuộc đình công, đánh nhau trên đường phố và đọ súng giữa các nhóm cánh hữu và cánh tả, đỉnh điểm là cuộc đấu tranh của Hồng quân Ruhr. Năm 1921 thành phố bị quân đội Pháp và Bỉ chiếm đóng. Quân đội Pháp diễu hành qua các đường phố của thành phố vào ngày 14 tháng 7 năm 1922 tức Quốc khánh Pháp. Tháng 8 năm 1925, quân đội Pháp và Bỉ rời thành phố sau khi chính phủ Đức chấp nhận kế hoạch Dawes.  Sau một thời kỳ phục hồi kinh tế, thành phố rơi vào một cuộc suy thoái mới ngay từ cuối năm 1929. Cuộc khủng hoảng kinh tế thế giới vào đầu những năm 1930 đã ảnh hưởng nặng nề đến thành phố. Vào thời điểm đó, thành phố có tỷ lệ thất nghiệp cao nhất trong Đế chế Đức với 34,1%. Năm 1929, Duisburg và Hamborn được sáp nhập.

### Thế chiến II
Thành phố có một nền nghệ thuật hiện đại, đặc biệt là từ những năm 1920. Vào năm 1937, một số lượng lớn các tác phẩm này đã bị tịch thu và phần lớn bị phá hủy. Trong cuộc tàn sát 9 tháng 11 năm 1938, những người theo chủ nghĩa phát xít Duisburg đã phá hủy giáo đường Do Thái lớn trên đường Junkern, cũng như các giáo đường Do Thái ở Ruhrort và Duisburg-Hamborn.
Là một địa điểm quan trọng đối với các ngành công nghiệp hóa chất, thép và luyện kim, Duisburg là mục tiêu thường xuyên của các máy bay ném bom Đồng minh. Không chỉ các cảng, đường sắt và các cơ sở công nghiệp, mà cả dân thường cũng là mục tiêu theo Chỉ thị ném bom khu vực của Anh. Do đó, thành phố đã trải qua các cuộc không kích gần như hàng ngày từ năm 1942.
Theo điều tra dân số chính thức vào năm 1945, thành phố đã hứng chịu 299 vụ đánh bom. Nghiên cứu mới đã tiết lộ rằng đã có tổng cộng 311 cuộc tấn công vào thành phố. Do số lượng lớn và mức độ nghiêm trọng của các cuộc tấn công, cảnh quan thành phố cũ đã bị phá hủy đáng kể. Vào cuối chiến tranh, khoảng 80 phần trăm các tòa nhà dân cư đã bị phá hủy hoặc hư hỏng nặng. Trong những năm sau chiến tranh, các khu vực thiết yếu của thành phố, bao gồm cả cơ sở hạ tầng, phải được xây dựng lại. Là một phần của quá trình tái thiết này, nhiều địa điểm lịch sử khác đã biến mất.
Trong giai đoạn từ 1942 đến 1944, có một trại tập trung ở Duisburg. Ban đầu, trại Duisburg được gọi là trại vệ tinh của trại tập trung Sachsenhausen, sau này trại Duisburg trực thuộc trại tập trung Buchenwald.

### Sau Thế chiến
Sau cải cách tiền tệ 1948, thành phố tăng trưởng không ngừng trong mọi lĩnh vực của cuộc sống. Than và thép lại trở thành động cơ cho tái thiết. Vào cuối những năm 1950, hầu như không có người thất nghiệp nào. Từ năm 1950 đến năm 1965, North Rhine-Westphalia luôn là nhà tài trợ cao nhất trong việc cân bằng tài chính của các bang liên bang, so với các bang khác ở miền Tây nước Đức.
Sức mạnh kinh tế của vùng Duisburg ở trên mức trung bình và cao hơn gần 50% so với mức trung bình quốc gia. Có một dòng người khổng lồ đổ vào thành phố. Đến năm 1961, dân số tăng vọt lên 502.933. Bất chấp cuộc khủng hoảng than bắt đầu vào năm 1957 và cũng dẫn đến việc đóng cửa các mỏ ở Duisburg, ngành thép đã trải qua sự bùng nổ trong những năm 1960. Tuy nhiên, do cuộc khủng hoảng kinh tế trong nửa đầu những năm 1970, số lượng nhân viên đã giảm trong những năm 1970.
Một cuộc tranh chấp lao động mang tính biểu tượng cao ở Rheinhausen, nhằm ngăn chặn việc đóng cửa các nhà máy thép Krupp ở đó, đã lan rộng khắp Duisburg và lan rộng ra các khu vực rộng lớn của vùng Ruhr. Tuy nhiên, cuối cùng, các cuộc đình công và phản đối lớn.
Duisburg, 30 năm trước là một trong những thành phố của Đức có thu nhập từ thuế bình quân đầu người cao nhất, giờ đây phải đối mặt với những vấn đề đáng kể về vị trí do chuyển đổi cơ cấu ngành công nghiệp. Các khu định cư của công ty mới không thể bù đắp cho tình trạng mất việc làm ngay cả trong thiên niên kỷ mới.
Tỷ lệ thất nghiệp cao và dân số giảm nhanh. Trung tâm mua sắm nội thành, Forum Duisburg, đã mở cửa trên đường König từ tháng 9 năm 2008. Cùng với City Palais mới được xây dựng, nơi có Mercator Hall mới và một sòng bạc, nó tạo thành một điểm thu hút mới ở trung tâm thành phố. Một khu vực mới có tên là Duisburger Freiheit được lên kế hoạch ngay bên cạnh Nhà ga Trung tâm Duisburg. Ở vùng ngoại ô của nội thành, bến cảng bên trong sẽ trở thành một ví dụ về sự chuyển đổi đô thị. Duisburg là một phần của dự án Thủ đô Văn hóa Châu Âu vào năm 2010.

### Love Parade Duisburg 2010
Ngày 24/7/2010, thành phố Duisburg trở thành tâm điểm chú ý của thế giới khi 21 người thiệt mạng trong một vụ hoảng loạn tập thể tại Cuộc diễu hành Tình yêu. Ít nhất 652 người bị thương, khoảng 40 người trong số họ bị thương nặng.  Cuộc diễu hành tình yêu là được tổ chức trên địa điểm của ga hàng hóa cũ Duisburg với phương châm "Nghệ thuật của tình yêu".

## Quy hoạch đô thị

### Mở rộng thành phố
Vào đầu thế kỷ 19, thành phố Duisburg ở vùng Wesel thuộc Công quốc Kleve của Phổ cùng với thị trấn Wanheim-Angerhausen, một vùng đất thuộc Công quốc Berg và quận Düsseldorf , đã hình thành thị trưởng Duisburg. Trong số các thành phố của Công quốc Kleve, đây là thành phố quan trọng thứ tư sau Kleve, Wesel và Xanten.
Khu vực đô thị ban đầu bao gồm Duissern, Dellviertel, Neuenkamp, Neudorf và Hochfeld. Năm 1801, Kasslerfeld, thuộc Moers, được sáp nhập vào Duisburg.
Năm 1873, Duisburg trở thành thành phố độc lập và năm 1902, Wanheim-Angerhausen, hiện thuộc quận Ruhrort, được hợp nhất với thành phố Duisburg.
Thành phố tiếp tục được mở rộng:
- 1 tháng 10 năm 1905: sáp nhập Meiderich và Ruhrort
- 1 tháng 8 năm 1929: sáp nhập thị trấn Hamborn, Dinslaken, Rahm, Huckingen, Buchholz, Wedau, Bissingheim, Mündelheim, Großenbaum, Serm, Ehingen, Hüttenheim.
- 1 tháng 1 năm 1975: các thành phố Homberg, Rheinhausen và Walsum, Rumeln-Kaldenhausen và Baerl

### Dân số
Vào thời Trung cổ và đầu thời hiện đại, thành phố có khoảng 4000 cư dân. Với sự khởi đầu của công nghiệp hóa, dân số tăng lên. Từ năm 1903, dân số đạt 100.000. Chỉ sau 3 năm dân số đạt mức 200.000 do việc mở rộng thành phố. Năm 1929, dân số vượt mốc 400.000. Dân số đạt mức cao nhất vào năm 1975 với 591.635 dân, khi thành phố được mở rộng. Dân số tiếp tục giảm cho đến năm 2014. Tính đến ngày 31 tháng 12 năm 2014, Duisburg có 487.839 cư dân.  Kể từ năm 2015, dân số đã tăng trở lại. Vào ngày 31 tháng 12 năm 2022, dân số là 507.073 người, trong đó 24,6% là người nước ngoài. 

## Chính trị
Thành phố Duisburg được lãnh đạo bởi một hội đồng từ khoảng năm 1270 và hai thị trưởng kể từ năm 1275 . Hội đồng có từ 10 đến 22 thành viên. Chế độ bầu cử cho Hội đồng đã thay đổi nhiều lần. Theo quy định, các thành viên của nó thay đổi hàng năm vào ngày 10 tháng 8 (Ngày Laurentius). Từ năm 1566, Công tước Kleve giữ quyền tự mình bổ nhiệm thị trưởng và hai ủy viên hội đồng. Tuy nhiên, công tước đã sử dụng nó rất ít.
Ngoài hội đồng, một cơ quan khác đã xuất hiện với tư cách là công dân tham gia kể từ thế kỷ 15, "Mười sáu". Nó bao gồm bốn đại diện từ mỗi trong số bốn quận. Một cơ thể khác lớn hơn là "Zwanundzwanziger". Tuy nhiên, người ta không thể nói về sự tham gia thực sự của công chúng theo nghĩa hiện tại ở cả hai cơ quan. Họ thường chỉ có một chức năng tư vấn.
Năm 1713, các cuộc bầu cử tự do vào hội đồng tạm thời bị đình chỉ. Năm 1807, vào thời Pháp, hiến pháp thành phố với một hội đồng thành phố đã được giới thiệu. Từ năm 1856 có "ủy viên hội đồng thành phố", sau này là ủy viên hội đồng. Vào thời Pháp, thành phố được quản lý bởi Maire, vào thời Phổ bởi một thị trưởng và sau đó là Thị trưởng .
Trong thời kỳ phát xít, thị trưởng được bổ nhiệm bởi Đảng Quốc xã. Sau Chiến tranh thế giới thứ hai, chính quyền quân sự của vùng chiếm đóng của Anh đã bổ nhiệm một thị trưởng mới và vào năm 1946 đã giới thiệu chính quyền địa phương ở Bắc Rhine-Westphalia dựa trên mô hình của Anh. 
Sau đó, Hội đồng thành phố được bầu chọn phổ thông, các thành viên của họ được gọi là Ủy viên hội đồng thành phố. Ban đầu, hội đồng đã bầu thị trưởng trong số các thành viên của mình làm chủ tịch và đại diện của thành phố, người làm việc trên cơ sở danh dự. Thị trưởng là chủ tịch hội đồng, người đứng đầu chính quyền thành phố và đại diện của thành phố. Đảng Dân chủ Xã hội chiếm đa số ghế trong hội đồng thành phố, và nhiều năm giành được ghế thị trưởng thành phố. Ngoài ra, Liên minh Dân chủ Cơ Đốc giáo và đảng Xanh lần lượt chiếm vị trí thứ 2 và 3 trong nhưng đảng chiếm nhiều ghế nhất trong hội đồng thành phố.
Các đời thị trưởng: 
- 1851-1863: Gottfried Schlegendal
- 1863-1873: Otto Keller
- 1873-1876: Friedrich Wilhelm Wegner

- 1879–1914: Carl Lehr

- 1914–1933: Karl Jarres (Đảng Nhân dân)

- 1933–1934: Ernst Heinrich Kelter
- 1934–1937: Just Dillgardt (Đảng Quốc xã)
- 1937–1945: Hermann Freytag (Đảng Quốc xã)

- 1945–1947: Heinrich Weitz (Liên minh Dân chủ Cơ Đốc giáo)
- 1947–1948: Leo Storm (Liên minh Dân chủ Cơ Đốc giáo)
- 1948–1969: August Seeling (Đảng Dân chủ Xã hội)
- 1969–1974: Arnold Masselter (Đảng Dân chủ Xã hội)
- 1975: Ernst Ermert (Đảng Dân chủ Xã hội)
- 1975–1997: Josef Krings (Đảng Dân chủ Xã hội)

- 1997-2004: Baerbel Zieling (Đảng Dân chủ Xã hội)
- 2004-2012: Adolf Sauerland (Liên minh Dân chủ Cơ Đốc giáo)
- 2012: Benno Lensdorf (Liên minh Dân chủ Cơ Đốc giáo)
- 1.7.2012–nay: Sören Link (SPD)

## Giáo dục

### Giáo dục đại học và cao đẳng

#### Đại học Duisburg-Essen
Từ năm 1655 đến năm 1818, thành phố đã có Đại học Duisburg, được thành lập bởi Tuyển hầu tước vĩ đại Friedrich Wilhelm.
Năm 1972, Đại học Tổng hợp Duisburg được thành lập bằng cách sáp nhập Đại học Giáo dục và Đại học Khoa học Ứng dụng cho Cơ khí.
Với việc thành lập Đại học Tổng hợp Duisburg vào năm 1972, sau đổi tên thành Đại học Gerhard Mercator Duisburg và từ 2003 sáp nhập cùng Đại học Essen thành Đại học Duisburg-Esen. Duisburg đã nổi tiếng là một địa điểm khoa học và công nghệ cao. Với hơn 42.000 sinh viên và 3.400 nhân viên, đây là một trong những trường đại học lớn nhất ở bang North Rhine-Westphalia.  Phạm vi các môn học mở rộng đến nhân văn, khoa học xã hội, kinh tế, cũng như kỹ thuật và khoa học tự nhiên bao gồm cả y học.

#### Trường Quản lý Mercator
Trường Quản lý Mercator tập trung vào ngành kinh tế học được thành lập trong khuôn viên trường vào năm 2005. Từ năm 2006, trường cũng đã có trường công chức đầu tiên của Đức tại khuôn viên Duisburg, Trường Quản trị NRW. Bối cảnh nghiên cứu của Duisburg được định hình bởi một số viện nghiên cứu có trụ sở tại trường đại học. Chúng bao gồm 

#### Đại học Khoa học Ứng dụng Hành chính Công NRW
Đại học Khoa học Ứng dụng Hành chính Công NRW tọa lạc tại các quận Grossenbaum và Dellviertel . Công chức được đào tạo để phục vụ cao hơn trong bốn lĩnh vực chuyên môn là quản lý thành phố, quản lý nhà nước, cảnh sát và quản lý xã hội. Khoảng 3.500 sinh viên đã được ghi danh ở đó vào năm 2021.
- Viện Fraunhofer về Mạch và Hệ thống Vi điện tử (IMS)
- Viện Năng lượng và Công nghệ Môi trường (IUTA)
- Trung tâm Phát triển Công nghệ Tàu và Hệ thống Vận tải (DST)
- Viện Nghiên cứu Xã hội và Tư vấn Chính sách Rhine-Ruhr (RISP)
- Viện Nghiên cứu Phát triển Kinh tế Khu vực Thái Bình Dương (FIP)
- Trung tâm Công nghệ nhiên liệu đốt trong (ZBT)
- Viện Tự động hóa và Người máy Pháp-Đức (IAR)
- Viện Phát triển và Hòa bình (INEF)
- Trung tâm Tích hợp Nano Duisburg-Essen
- Viện Khổng Tử vùng đô thị Rhein-Ruhr

### Giáo dục phổ thông
Thành phố có 88 trường tiểu học, 43 trường trung học, 15 trường chuyên biệt, 13 trường tổng hợp và 13 trường THPT chuyên trên địa bàn thành phố.
Trường THPT chuyên Landfermann là có một trong những trường học lâu đời nhất ở khu vực nói tiếng Đức, nguồn gốc của nó bắt nguồn từ trường học Latinh cũ được thành lập trước năm 1280. 

#### Thư viện
Thư viện Thành phố Duisburg là một trong những thư viện thành phố lớn nhất ở Đức. Ngày nay chỉ còn lại bảy thư viện quận và sáu thư viện quận - thư viện trung tâm ở trung tâm thành phố có một bộ sưu tập văn học tiếng Thổ Nhĩ Kỳ tương đối phong phú. 

## Cơ sở hạ tầng và Kinh tế
Năm 2016, Duisburg, trong giới hạn thành phố, có tổng sản phẩm quốc nội (GDP) là 16,667 tỷ €, xếp thứ 23 trong số các thành phố của Đức theo sản lượng kinh tế . Trong cùng năm đó, GDP bình quân đầu người là 33.634€ và do đó thấp hơn mức trung bình của khu vực và quốc gia. Khoảng 225.900 người đã được tuyển dụng trong thành phố vào năm 2017.  Duisburg là một trong những thành phố của Đức có tỷ lệ thất nghiệp cao nhất. Tỷ lệ thất nghiệp là 10,4% vào tháng 12 năm 2019. 

### Giao thông
Ngày nay, Duisburg là một trung tâm giao thông quan trọng của châu Âu, có thể đến được bằng nhiều đường bộ, đường sắt và đường sông. Những cây cầu lâu đời nhất là cầu đường sắt Hochfeld–Rheinhausen, từ năm 1873 và cầu Friedrich-Ebert giữa Ruhrort và Homberg, có từ năm 1907. Có tổng cộng 650 cây cầu trong khu vực thành phố Duisburg.
Duisburg là một trung tâm thương mại và logistic quốc tế. Ngoài ra còn có kết nối sân bay Düsseldorf qua cao tốc A59 và đường sắt Duisburg-Düsseldorf, cách Ga Trung tâm Duisburg bảy phút đi tàu.

#### Đường thủy
Cảng Duisburg được coi là cảng nội địa lớn nhất thế giới, với diện tích 265 ha và là điểm thu hút khách du lịch của thành phố. Trung tâm của cảng nằm trong khu vực cửa sông Ruhr, cùng với cảng Ruhrort được thành lập vào đầu thế kỷ 18. Khoảng 40 triệu tấn hàng hóa các loại được xử lý ở đó mỗi năm. Hơn 20.000 tàu cập cảng mỗi năm. Ngoài ra, còn có Trung tâm hậu cần Logport Duisburg với diện tích 265 ha. Một số công ty cũng có các cơ sở cảng tư nhân, với tổng lượng xử lý là hơn 110 triệu tấn. 

#### Đường bộ
Vào cuối những năm 1930, Duisburg được kết nối với mạng lưới cao tốc gồm cao tốc liên bang A3. Nút giao Kaiserberg gồm cao tốc A3, A2 và A430 nổi tiếng với tên gọi "nút giao spaghetti". Nhánh phía tây của A2 và A430 hiện đã trở thành cao tốc A40. 
Các cao tốc khác là A42 (Cao tốc Emscher), cao tốc A59, nối Duisburg và Düsseldorf, A57 ở phía tây và A524 như một kết nối phía nam với nút giao Breitscheid.

#### Đường sắt
Ngay từ năm 1846, Duisburg là một phần của đường sắt Köln-Minden, đường sắt vận tải hành khách đầu tiên ở Đức
Ga trung tâm cũ được xây dựng tại vào năm 1886 với lối vào từ phía bắc xuyên đường Mülheimer Straße,
Nhà ga mở rộng với 12 đường ray. Năm 1934, nhà ga trung tâm ngày nay được xây dựng theo phong cách chức năng (Functionalism) ở phía tây của đường ray  . Đây là một nhà ga xe lửa đường dài quan trọng kết nối Amsterdam với Berlin, Basel và Munich .
Bên kia sông Rhein là nhà ga Rheinhausen. Ngoài ra, Duisburg có 15 nhà ga nhỏ hơn được phục vụ bởi các chuyến tàu khu vực của Deutsche Bahn, North-West-Bahn hoặc S-Bahn Rhein-Ruhr.

#### Giao thông công cộng
Giao thông công cộng thành phố được quản lý bởi Duisburger Verkehrsgesellschaft AG (DVG). Bao gồm hai tuyến xe điện và một tuyến metro, được vận hành cùng với Düsseldorfer Rheinbahn AG.
Tuyến metro U79 xây dựng vào năm 1975 và khai trương vào năm 1992 đi ngầm trong khu vực nội thành. Năm 2000, U79 được mở rộng đến Meiderich với việc hoàn thành đường hầm Ruhr. Các tuyến xe điện 901 và 903 cũng chạy qua đường hầm nội thành, kết nối đến các quận Hamborn , Walsum và Hüttenheim và các thành phố lân cận Dinslaken và Mülheim an der Ruhr.

## Kết nghĩa
Duisburg kết nghĩa với:
| - Portsmouth, Vương quốc Anh (từ năm 1950) - Calais, Pháp (từ năm 1964) - Lomé, Togo (từ năm 1973) | - Vũ Hán, Trung Quốc (từ năm 1982) - Vilnius, Litva (từ năm 1985) - Gaziantep, Thổ Nhĩ Kỳ (từ năm 2005) | - Perm, Nga - San Pedro Sula, Honduras |